# آواوام (کنتاکی)
آواوام (به انگلیسی: Avawam) یک منطقهٔ مسکونی در ایالات متحده آمریکا است که در شهرستان پری، کنتاکی واقع شده است. آواوام ۲۹۶٫۸۸ متر بالاتر از سطح دریا واقع شده است.